# Torre de Calahonda
La Torre de Calahonda, connue aussi sous le nom de Calahorra, est une tour défensive côtière de la commune de Mijas de la province de Malaga en Andalousie (Espagne).

## Description
De forme conique, la tour mesure plus de 10 mètres de haut. Construite en maçonnerie au cours du XVIe siècle, elle fait partie du système de surveillance côtière de la côte méditerranéenne espagnole, qui est constitué d'une chaîne de tours de guet, de balises, d'échauguettes, de tours d'artillerie, ainsi que de châteaux.
Cette construction est située sur un domaine privé, qui a été mis en vente en 2009. C'est pourquoi le conseil municipal de Mijas a demandé à la Junte d'Andalousie de faire les démarches nécessaires pour obtenir la propriété de la tour, en invoquant sa valeur historique et ethnologique.
Elle est classée bien d'intérêt culturel.